# 少林寺 (1982年电影)
《少林寺》是1982年出品的一部香港功夫電影，由张鑫炎執導，李連杰、于海、丁岚及于承惠主演，讲叙的是少林寺僧人拯救唐王李世民的故事。该片总投资为200万港元，香港票房达16,157,801港元，香港观众人次突破100万，海外版权总收入超过2,000万港元。为李連杰的处女作和成名作。

## 演員表

### 主演演員
| 演員   | 角色         | 備註 |
| 李連杰 | 覺遠（小虎） |      |
| 海     | 師父         |      |
| 承惠   | 王仁則       |      |
| 丁嵐   | 白無瑕       |      |
| 胡堅強 | 悟空         |      |
| 孫建魁 | 色空         |      |
| 劉懷良 | 了空         |      |
| 計春華 | 禿鷹         |      |
| 張建文 | 方丈         |      |
| 閻滌華 | 僧值         |      |
| 王光權 | 李世民       |      |

### 合演演員
| 演員     | 角色 | 備註 |
| 王珏     | 半空 |      |
| 杜傳揚   | 未空 |      |
| 崔志強   | 玄空 |      |
| 尋峰     | 道空 |      |
| 潘漢光   | 志操 |      |
| 方平     | 慧能 |      |
| 蔣洪波   | 慧因 |      |
| 山崎博通 | 惠瑒 |      |
| 潘清福   | 王將 |      |
| 蘇菲     | 王將 |      |
| 陳國安   | 王將 |      |
| 邊立長   | 王將 |      |
| 汪國義   | 王將 |      |
| 孫勝軍   | 王將 |      |

## 影响
此电影播出，在国内掀起大波赴少林寺学武热潮，包括王宝强，释行宇，释小龙，宋威龙，李奇龙等动作演员。

## 幕後工作
- 策劃：劉芳、傅奇
- 攝影助理：李達文
- 錄音：黃鈞世
- 副導演：盧兆璋、施揚平
- 製作：梁廣建、黃應章、陳霖
- 佈景設計：黃學莘
- 服裝設計：王季平、唐乙鳳
- 化妝：劉娟娟、郭小玉
- 髮飾：李權
- 道具：何清、張輝煌
- 服裝管理：謝鳳儀、李燕文
- 劇照：李惠群、黃培

## 電影歌曲

### 插曲
| 歌名           | 演唱者                                 | 作曲   | 填詞   |
| 《牧羊曲》     | 郑绪岚、王炳志、趙高潮、杜瑞安、戴建明 | 王立平 | 王立平 |
| 《少林，少林》 | 王炳志、趙高潮、杜瑞安、戴建明         | 王立平 | 王立平 |

## 獎項
| 年份 | 頒獎典禮             | 獎項         | 獲提名                       | 結果 |
| ---- | -------------------- | ------------ | ---------------------------- | ---- |
| 1982 | 中國文化部優秀影片獎 | 特別獎       | 《少林寺》                   | 獲獎 |
| 1983 | 第2屆香港電影金像獎  | 最佳武術指導 | 馬賢達、潘清福、王常凱、于海 | 提名 |

## 外部連結
- 香港影庫上《少林寺》的資料（繁體中文）
- 開眼電影網上《少林寺》的資料（繁體中文）
- 时光网上《少林寺》的資料（简体中文）
- 豆瓣电影上《少林寺》的資料 （简体中文）
- 爛番茄上《少林寺》的資料（英文）
- AllMovie上《少林寺》的资料（英文）
- 互联网电影数据库（IMDb）上《少林寺》的资料（英文）